# Monte Inhaca
El monte Inhaca, es el punto más elevado de la isla de la Inhaca, en la República de Mozambique. Sus laderas están cubiertas por un frondoso bosque, que las protege de la erosión.
En épocas anteriores al desarrollo del sistema de posicionamiento global, el monte Inhaca era un punto de referencia muy importante, para los navegantes que ingresaban a la bahía de Maputo, en busca del puerto homónimo.
Por este motivo, en la cima del monte, se construyó el faro de Inhaca.